# Pachyrhachis problematicus
Pachyrhachis problematicus — викопний вид змій родини Simoliophiidae, що мешкав у пізній крейді 100 млн років тому, один з трьох відомих науці видів змієподібних істот з сеноманського ярусу, у яких присутні задні кінцівки.
Pachyrhachis вважається близьким до предка змій, однак деякі риси його були притаманні швидше ящіркам, тому його прийнято вважати  «проміжною ланкою» між зміями та ящірками. Зокрема, біля анального отвору у цієї рептилії була одна пара рудиментарних кінцівок. Хоча багато сучасних пітонів і удавів все ще зберігають залишки ніг у вигляді невеликих шпор, крихітні ніжки Pachyrhachis включали тазостегновий, колінний і гомілковостопний суглоби..
Завдовжки Pachyrhachis сягав приблизно 90 см. Він був плавучою істотою, що мешкала в озерах і річках і харчувалася рибою. Пересувався Pachyrhachis по-зміїному згинаючи свій довгий тулуб. У нього були потовщені кістки ребер і хребта, які, зменшували плавучість тварини і дозволяли занурюватися як можна глибше.
Мешкав Pachyrhachis у ранній крейді, приблизно 135-96 млн років тому, в Азії, на території сучасного Ізраїлю. Він відомий з решток, що знайдено у вапнякових відкладах міста Ейн-Ябруд у центральній частині зони Західного берега річки Йордан.